# Simon de la Vallée

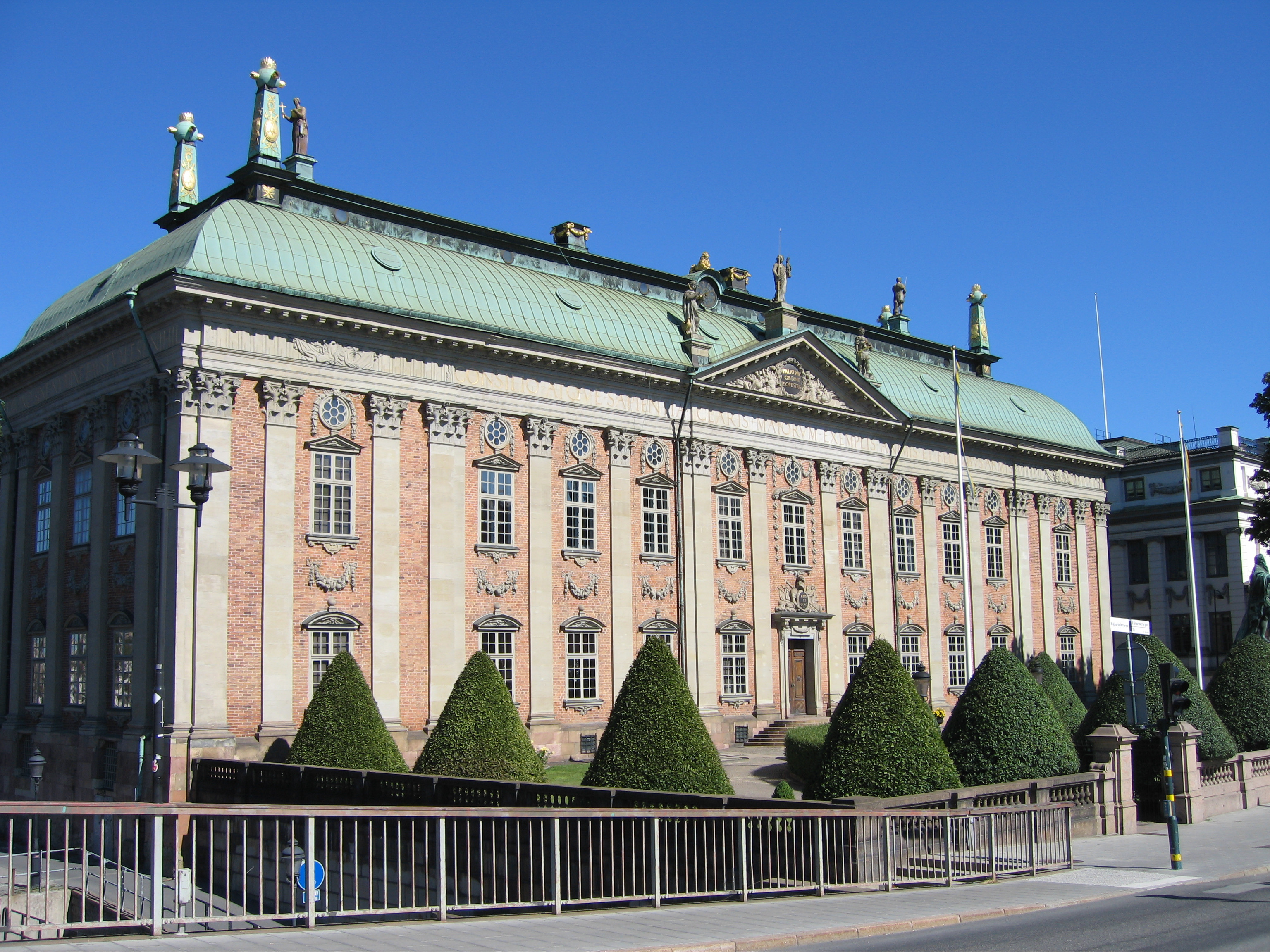
Riddarhuspalatset.

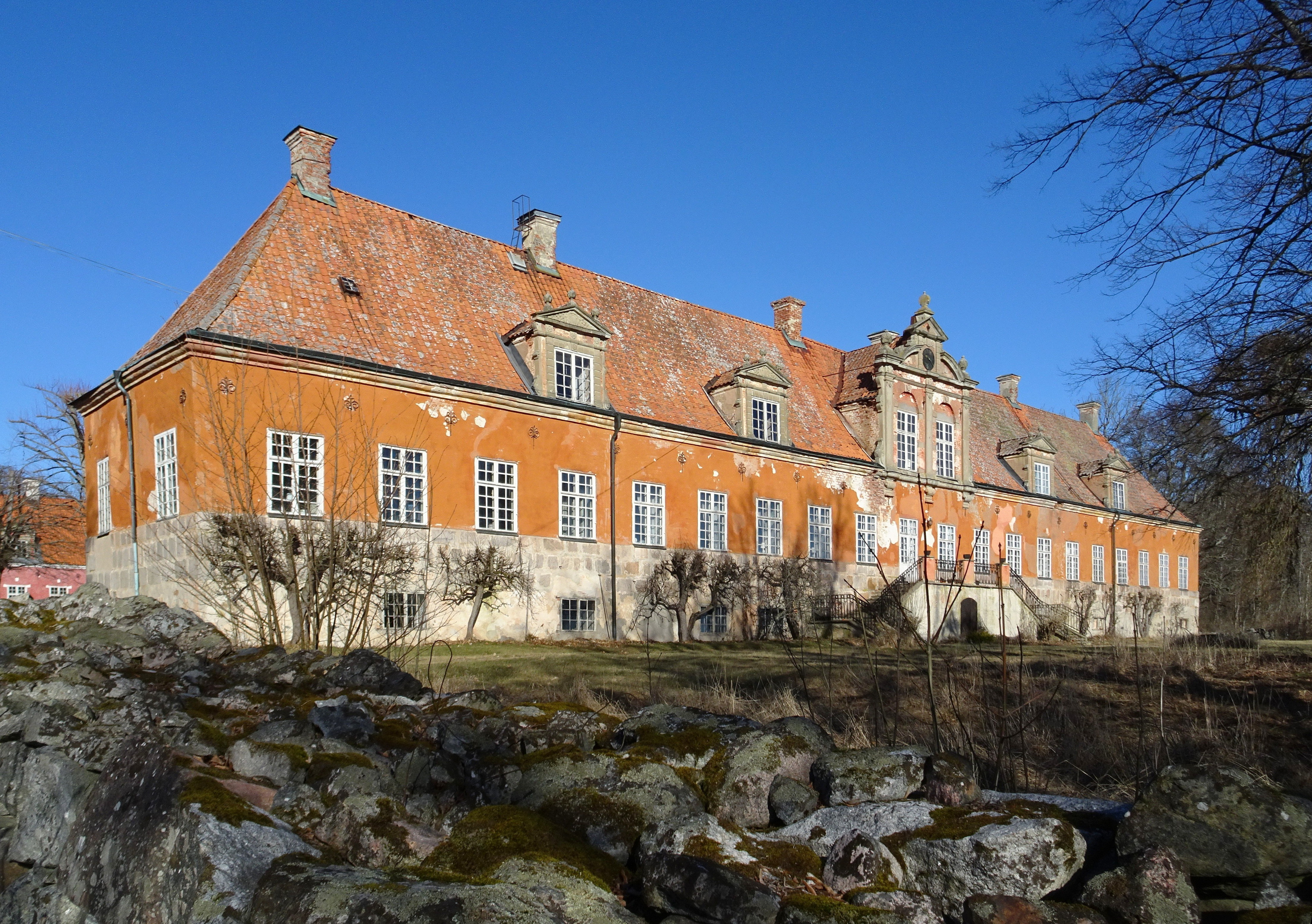
Fiholms slott, södra flygeln.

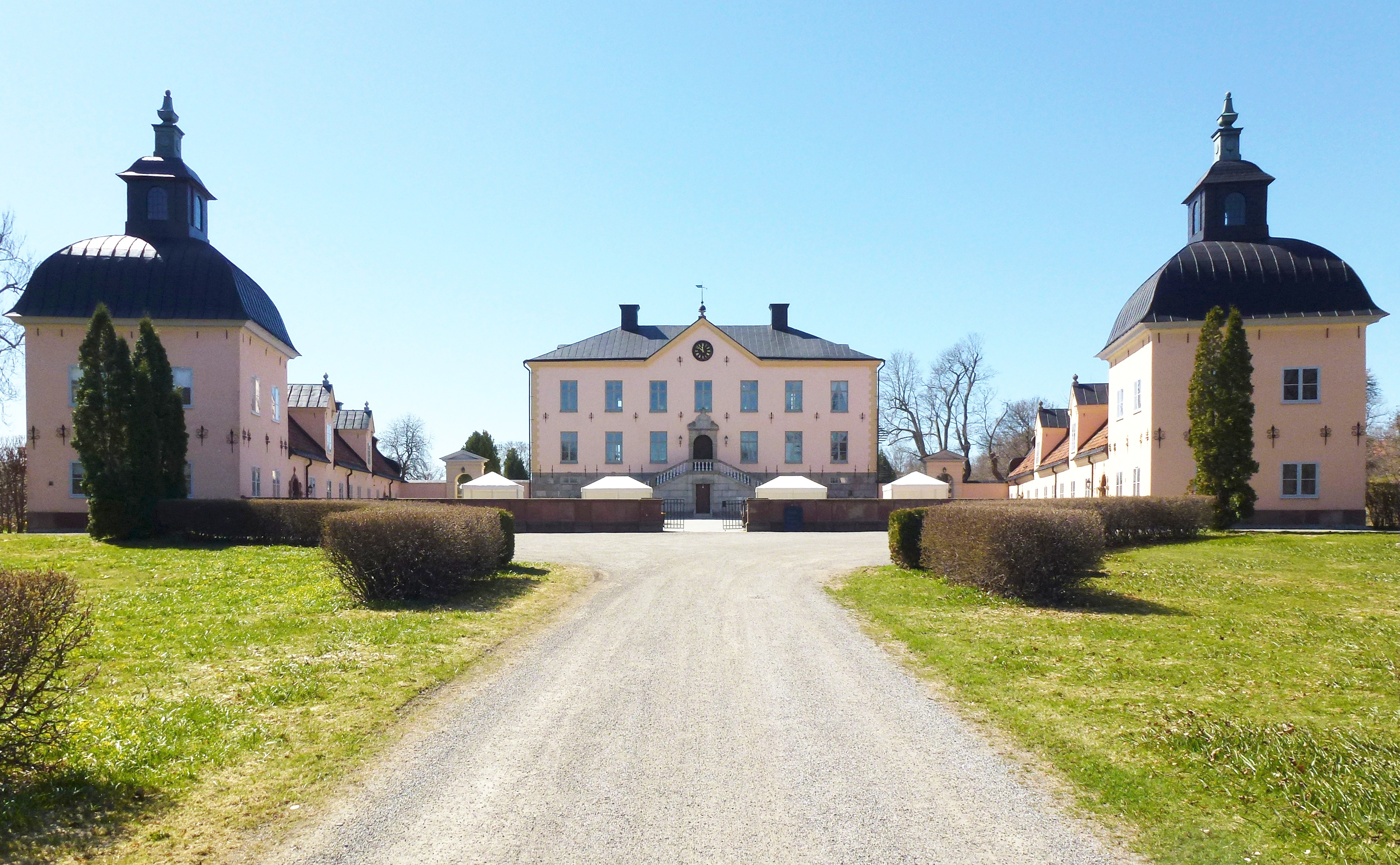
Hässelby slott.

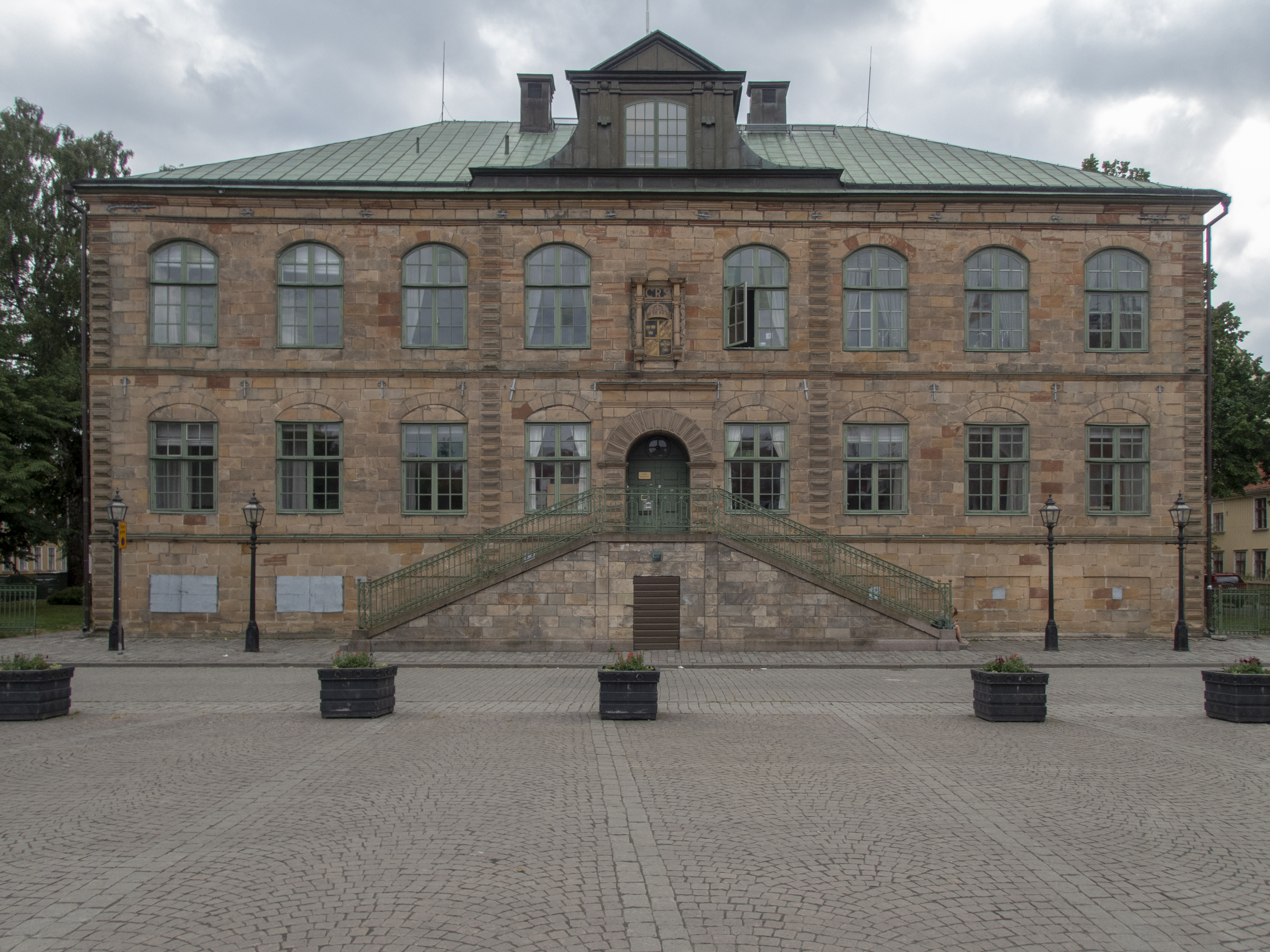
Göta hovrätt.

Simon de la Vallée, född på 1590-talet i Paris, Frankrike, död 28 november 1642 i Stockholm, var en fransk-svensk arkitekt.

## Biografi
de la Vallée var en av de första utbildade arkitekterna i Sverige. Han var son till arkitekten Marin de la Vallée och Jeanne Marisaut. Han gifte sig första gången med Marie de Tuilliers, andra gången 1634 med Marguerite de Villars, och tredje gången 1636 med Pauline de Courlas.
Fadern Marin de la Vallée var verksam vid Hôtel de ville och Palais du Luxembourg i Paris, där Simon de la Vallée förmodligen var lärling. Efter studieresor till bland annat Syrien, Jerusalem och Persien, arbetade han först i Paris, sedan i Nederländerna, och flyttade till Sverige 1637. Hans första uppdrag var att rita Ekolsunds slott åt Åke Tott.
Simon de la Vallées arkitekturstil var som sig bör förankrad i den franska Ludvig XIII stilen men vid den holländske prinsen Fredrik Henriks hov i Haag, där han var underarkitekt åt Pieter Post och Jacob van Campen, torde han även ha vidareutvecklat sin arkitekturstil. I Sverige introducerade han på herresätenas område symmetriska anläggningar med huvudbyggnad och långa flyglar som endast bands samman medelst en lägre mur. Byggtekniskt anses de la Vallée ha introducerat bruket att dra samman rökgångarna till skorstenar i taknocken och att göra takfallet konkavt nedertill för att ge rum åt en generös taklist. 
På de statliga uppdragens område fick han efter utnämningen till kunglig arkitekt 1639 ta sig an de kungliga slottens reparation och ombyggnader av vilka främst bör nämnas Stockholms slotts östra delar, den så kallade kanslilängan som emellertid skadades svårt vid en brand 1643. Ett annorlunda uppdrag var att inrätta lägenheter för gratialisterna i Vadstena krigsmanshus i de gamla klosterbyggnaderna, arbeten som igångsattes 1639. Bo E Karlson som har behandlat Jönköpings stads byggnadshistoria anser att uppdraget att rita den nya domstolsbyggnaden för Göta hovrätt 1639 måste ha gått till en kunglig arkitekt eller byggmästare. Byggnadens allmänna karaktär med en hög fritrappa till huvudvåningen, det centrala trapphuset, planlösningen och sättet att klä fasaderna i äkta kvaderrsten röjer både influenser från samtida fransk och holländsk arkitektur. Denna byggnad hade ursprungligen ett högt valmat tak och två stora gaveluppsatser likt det bevarade Fiholm. Även om de byggnadsverk arkitekten skapade var färre på grund av hans tidiga död, var S. betydelsefull med avseende som idégivare och för det framväxande arkitektyrket som sedermera lämnade den statliga förankringen och utvecklades till enskilda arkitektkontor. De arkitekter som man vet utbildades av S. var förutom sonen Jean de la Vallée Nicodemus Tessin d.ä.  
På trädgårdskonstens område var han också franskpåverkad i Jacques Boyceaus anda och det var nu som byggnader och trädgårdsanläggning bildade en enhet som vid Fiholm, som kompositionellt framstår som en lokal variant av den franske modearkitekten Jacques Androuet du Cerceaus väldiga och inte heller fullbordade Charleval. Vid Rosersberg anlade han trädgårdar med ett antal oliksidiga geometriska former som är ett motiv inhämtat från Boyceaus mönsterböcker och vid Ekolsund lanserar han motivet med två varandra, vinkelrätt skärande axlar som trädgården skulle anläggas efter. 
Att gå så långt som att hävda att Simon de la Vallée också introducerat långa, barockmässiga axialperspektiv med radierande parkvägar som löser upp trädgårdens förhållande till landskapet som vid Ekolsund och Rosersberg torde få skrivas på äldre svenska arkitekturhistorikers som Tord O:son Nordbergs och Erik Lundbergs konton. Som arkitekt fick han snabbt många uppdrag. Av dem kan nämnas numera försvunna Hässelby i Tuna, avbildat i Sueciaverket med samma särpräglade fasadarkitektur som i arkitektens riddarhusförslag samt med huvudbyggnaden uppdelad på två paviljonger åtskilda av en portal, en lösning som återkommer i du Cerceaus mönsterböcker från sent 1500-tal. Även Säby i Aspö har föreslagits som ett verk av de la Vallée, där husen senare har byggts ihop. Dessa arkitektskapelser var extravaganser med fåtaliga nedslag men den inledningsvis nämnda slottsbyggnadstypen var bärkraftig och skulle leva vidare långt in i 1800-talet. 
Simon de la Vallée blev dödad i Stockholm år 1642. Arkitekten blev omkullriden på Stortorget  av en berusad Erik Karlsson Oxenstierna som också slog honom med pistolkolven så hårt att han senare avled. Simon de la Vallée hade just börjat arbetet med Riddarhuset. Hans son Jean de la Vallée tog emellertid över och fullbordade det. Flera arkitekter var dock involverade däremellan.

## Byggnadsverk (i urval)
- Riddarhuspalatset (långflyglarnas åt söder grundmurar och källarvalv finns bevarade under gatunivån)
- Stockholms slott, kanslilänga, tornhuvarna på förgårdsflyglarna
- Sparreska palatset, Riddarholmen, attribution
- Krigsmanshuset i Vadstena
- Ryningska palatset
- Torstenssonska palatset, nu del av UD, portalerna, attribution
- Hässelby slott, attribuerat (dock uppfördes flyglarna först efter J. de la Valles ritningar 1655)
- Hässelby gård, Tuna socken, Uppland. Dubblerad mangård efter förebilder hos J.A. Ducerceau (numera försvunnen)
- Göta Hovrätt, Jönköping, attribuerat
- Lantmäterikontoret, Stockholm, byggt som sommarhus för drottning Kristina.
- Ekolsunds slott, norra paviljongen och nu försvunna ekonomigården
- Rosersbergs slott
- Fiholms slott (huvudbyggnaden aldrig uppförd)
- Målhammar, endast ändpaviljongerna har bevarats
- Tidö slott
- Säby gård i Aspö, Södermanland. Dubblerad manbyggnad efter franska mönsterplaner med samkomponerad trädgård. (sedan 1837 ihopbyggd)
- Vadsbro kyrka, Södermanland, Ryningska gravkoret